# Теркен-хатун (жена Ил-Арслана)
Теркен-хатун (ум.1174) — правительница-регент государства  Хорезмшахов (1172–1174), жена Тадж ад-Дин Ил-Арслан и мать Ала ад-Дин Текеша и Джелал ад-Дин Султан-шаха. 

## Биография
В 1172 году умер его муж Ил-Арслан, и его сыновья начали борьбу за то, кто станет его преемником. Султан-шах был младшим сыном, но он считался формальным наследником, и она посадила его на престол.
Старший сын, Ала ад-Дин Текеш бежал к Каракитайское ханство и просил у их возвести его на престол вместо его брата, обещая взамен ежегодную дань. Елюй Пусувань дала большое войско, и вскоре он отправился в Хорезм. Султан-шах и его мать, узнав о приближении Текеша, решили бежать, и Текеш беспрепятственно обосновался в Хорезме в декабре 1172 года. Султан-шаху и Теркен-хатун удалось заручиться поддержкой Муайида ад-Дина Ай-Аба, бывшего эмира сельджуков, который после его разгрома обосновался в Нишапуре. В 1174 году он повел армию в Хорезм, но потерпел поражение, был взят в плен и казнён Текешом. После смерти Ай-Абы Султан-шах в конце концов нашел убежище у Гуридов, но Теркен-хатун была выслежена и убита войсками Текеша.